# John Hećimović
John Hećimović (Cambridge, Ontario, Kanada, 31. ožujka 1984.) kanadski je profesionalni hokejaš na ledu hrvatskog podrijetla. Igra na poziciji lijevog krila.

## Karijera
Rođen je u Ontariju u obitelji hrvatskih iseljenika iz ličkog mjesta Perušić. Hećimovića su 2003. godine na NHL draftu izabrali Florida Panthersi, od ukupno 1500 igrača među kojima su bili i NHL igrači poput Marca Andrea Fleuryja, Erica Staala, Ryana Getzlafa i Nathana Hortona. U karijeri je igrao u 2. austrijskoj, njemačkoj i švicarskoj ligi, a u sezoni 2008./09. bio je najbolji strijelac nizozemskog prvenstva, gdje je i osvojio naslov prvaka. Ulaskom hrvatskog Medveščaka u prestižnu austrijsku hokejašku ligu (EBEL) Hećimović je potpisao jednogodišnji ugovor s "medvjedima".  U 26. kolu EBEL-a u Domu sportova KHL Medveščak je svladao drugoplasiranu momčad lige, Black Wingse iz Linza sa 6-4, a Hečimović je zabio nevjerojatan gol u 2. minuti posljednje trećine koji je donio Medveščaku vodstvo s tri gola razlike. Predriblao je gotovo sve protivničke igrače, sam si iskreirao šansu i pogodio kroz vratara Alexa Westlunda. Hećimović se upisao u povijest kao prvi strijelac na klizalištu na Šalati u sklopu EBEL-a, u porazu Medveščaka protiv Villacha (2:3) u tzv. Šalata Winter Classicu 2010. Tijekom protekle sezone za Medveščak je odigrao 60 utakmica, postigao 23 gola i ostvario 26 asistencija, a svega je 49 minuta imao kaznenih minuta. 20. travnja 2010. produžio je vjernost klubu na još dvije godine.

## Statistika karijere
Bilješka: OU = odigrane utakmice, G = gol, A = asistencija, Bod = bodovi, +/- = plus/minus, KM = kaznene minute, GV = gol s igračem više, GM = gol s igračem manje, GO = gol odluke
| 2009./10. | KHL Medveščak | EBEL | 24 | 9 | 13 | 22 | 4 | 22 | 4 | 0 | 3 |  |  |  |  |  |  |  |  |  |

## Vanjske poveznice
|  | Zajednički poslužitelj ima još gradiva o temi John Hećimović |

- Profil na The Internet Hockey Database
- Profil na Hrvatski hokejaški portal.net